# باسكال روبرت
باسكال روبرت (بالفرنسية: Pascal Robert)‏ (6 ديسمبر 1962 فيتري فرنسا - ) هو لاعب كرة قدم فرنسي، يلعب كمدافع.

## وصلات خارجية
- باسكال روبرت على موقع قاعدة بيانات كرة القدم.إي يو (الإنجليزية)